# Разбойники. Глава VII
«Разбойники. Глава VII» (фр. Brigands, chapitre VII) — французский драматический фильм 1996 года. Автор сценария и режиссёр Отар Иоселиани.

## В ролях
- Амиран Амиранашвили — Вано
- Дато Гогибедашвили — Сандро
- Георгий Цинцадзе — Спиридон
- Нино Орджоникидзе — Эка

## Награды и номинация
- 1996 год, 53-й Венецианский международный кинофестиваль — 
  - номинация на Золотой лев[4]
  - премия Большого жюри[5]
  - приз ФИПРЕССИ[5][сомнительно]
- 1998 год, кинопремия Ника  — Лучшая режиссёрская работа[6]